# Divino Amor
Divino Amor é um filme de drama e ficção científica brasileiro de 2019, dirigido por Gabriel Mascaro, que conta a história de uma mulher profundamente religiosa e funcionária de um cartório que utiliza sua posição no trabalho para tentar salvar casais que chegam para se divorciar, ambientado no futuro distópico do Brasil, no ano de 2027. No elenco estão Dira Paes, Emílio de Melo, Júlio Machado, Thalita Carauta, Clayton Mariano, Mariana Nunes, Teca Pereira e Tuna Dwek.
O longa estreou nos festivais de Sundance e Berlim, e foi destaque na revista The Hollywood Reporter como um dos melhores filmes de Sundance. A publicação afirmou que Divino Amor é “uma parábola sobre nosso tempo”. A revista Variety sugeriu que o filme é “espiritual e sexy”. A revista IndieWire afirmou que o filme é um "comentário sociopolítico exuberante”. A publicação francesa Le Polyester sugere que o filme é "ousado, surpreendente, inteligente, emocionante e sim - absolutamente divino".
Lançado em janeiro, no mesmo mês da posse do presidente conservador Jair Bolsonaro, o filme chamou a atenção da crítica internacional pela sua precisão de tempo e reflexão sobre a política brasileira. A revista Variety alerta que “apesar de todo o seu estilo cremoso e sonhador, Gabriel Mascaro faz um filme de aquecimento (político) a partir de uma ficção científica sensual, e que funciona como uma alegoria preventiva urgente... Mascaro está segurando um espelho assustador (ao lado de uma bola de espelhos reluzente) para o presente político de seu país” A publicação espanhola El País fez uma entrevista com Mascaro, onde relatou sobre a frente conservadora e religiosa que está no cerne da política do brasil, e Mascaro por sua vez afirmou que “a manifestação do evangelismo no Brasil é diversa e complexa, mas o fato é que a fé agora atualmente é a principal mercadoria brasileira.”

## Enredo
No ano de 2027, o Brasil se tornou um país distópico e religioso. A devota Joana usa seu ofício num cartório para tentar dificultar os divórcios. Enquanto espera por um sinal divino em reconhecimento aos seus esforços é confrontada com uma crise no seu casamento com Danilo, que termina por deixá-la ainda mais perto de Deus.

## Elenco
- Dira Paes como Joana
- Júlio Machado como Danilo
- Emílio de Melo como Pastor
- Teca Pereira como Mestra Divino Amor
- Mariana Nunes como Cliente em divórcio
- Thalita Carauta como Cliente reconhecimento de firma
- Tuna Dwek como Ana, Cliente em divórcio

## Produção
Divino Amor é produzido por Rachel Daisy Ellis (Boi Neon) e coproduzido por Sandino Saravia Vinay (coprodutor de “Boi Neon” e produtor associado de "Roma", de Alfonso Cuarón), Katrin Pors (Snowglobe, Dinamarca, produtora de “Pássaros de Verão”, de Ciro Guerra e Cristina Galego), Maria Erkhovd (Mer film, Norway), Augusto Mate (Jirafa Cine, Chile). O filme é representado internacionalmente pela agente de vendas Memento Films e no Brasil é distribuída pela Vitrine Filmes. O filme foi rodado na cidade do Recife, no Estado de Pernambuco. Divino Amor sedimenta mais um degrau do cinema pernambucano e da cultura pernambucana, Estado reconhecido no Brasil como um polo de produção cultural e de cinema independente.

## Recepção

### Crítica profissional
O filme sedimenta o nome de Gabriel Mascaro entre a crítica internacional e cinéfilos. Divino Amor possui nota 86/100 no website Metacritic. Neste site, é feita uma escala de notas e é criado um ranking entre os filmes mais bem posicionados pela crítica especializada internacional, levando em consideração os veículos de maior reputação.
Boyd Van Hoeij, do The Hollywood Reporter, afirma que Divino Amor é “uma parábola sobre nosso tempo”. Afirma que “Mascaro explora tópicos sem sugerir imediatamente como o público deve se sentir sobre eles... Uma das coisas mais fascinantes sobre o Divino Amor é que ele nunca tem que explicar como a religião, a política e a governança estão interligadas - elas simplesmente são”. O crítico acentua que “o filme é um apelo passional, inteligente e elegante sobre o que está realmente em jogo em um país onde os direitos, sexuais ou não, de todos que não são heterossexuais casados tentando procriar estão em perigo, e onde a maioria parece esquecida para o que suas crenças firmes estão fazendo - não apenas para aqueles ao seu redor, mas também para si mesmos. Qualquer tipo de compaixão que tenha segundas intenções, Mascaro sugere, não é compaixão, mas uma forma de tenra tirania”.
O crítico Guy Lodge, da revista americana Variety, contextualiza o teor político do filme com o momento brasileiro ao afirmar que, “por debaixo do espirituoso e fascínio sexy da ficção científica fluorescente de Gabriel Mascaro, há um protesto caloroso contra a visão do ex-presidente Jair Bolsonaro para o Brasil”. Sobre a estética do filme, complementa que “apesar de todo o seu estilo cremoso e sonhador, Gabriel Mascaro faz um filme de aquecimento (político) a partir de uma ficção científica sensual, e que funciona como uma alegoria preventiva urgente… Mascaro está segurando um espelho assustador (ao lado de uma bola de espelhos reluzente) para o presente político de seu país”. Por fim, tendo em vista o caráter político, mas também musical e lúdico do filme,  o crítico assinala que “a nova era do cinema de protesto brasileiro começa aqui, e Divino Amor chutou a porta com um sapato de dança".
A editora da revista Screen International, Sarah Ward, menciona a Divino Amor como "um reflexo íntimo e reflexivo sobre espiritualidade e sensualidade, revestido numa embalagem futurista." Além disso, ela também complementa que "Mascaro artisticamente captura o ato de fazer amor em todas as suas formas obedientes, ansiosas, apaixonadas e extáticas."  Sobre a narrativa, Sarah sugere que "Mascaro dá ao filme uma textura e uma atmosfera que alinham a plateia firmemente com a sua protagonista; ela busca a transcendência, e o filme aproxima a personagem num quadro cada vez mais brilhante."
Eric Kohn, editor chefe da revista IndieWire, afirma que "o diretor Gabriel Mascaro se destaca em escavar mundos distintos e transformá-los em poesia." E também cita a sua parceria com o Diretor de Fotografia, Diego Garcia, cuja dupla "criaram um comentário sociopolítico exuberante e intrincado que se baseia na abordagem inquisitiva do cineasta". E por fim, o crítico também fala sobre a perspectiva de Mascaro "onde o Brasil fica a apenas alguns tons do "Brazil" de Terry Gilliam, mas comercializa a deliciosa ironia do clássico para o romantismo."
Jordan Raup, do The Film Stage, fala que "O segmento mais interessante do Divino Amor é apresentar um mundo onde pessoas profundamente religiosas não acreditam na profecia que estão pregando." E também intensifica a estética do Divino Amor, informando que "a beleza que pode ser encontrada quando contamos uma história de luta com uma perspectiva aberta e sincera."
Adriana Gomez-Weston, crítica da CC2K Online, faz elogios a protagonista brasileira, alegando que "Dira Paes é eletrizante em sua performance e carrega a totalidade do filme." Ela ainda fortalece a importância da figura feminina no enredo e do milagre alcançado pela devota, assegurando que "a existência de uma mulher é mais do que uma soma de seus princípios, e uma criança é uma bênção, não importa de onde eles vieram."
Karen Han, crítica da revista Polygon, indaga "Cansado das mesmas velhas distopias? O filme Divino Amor tem a cura". Ela afirma que "o filme brasileiro oferece uma nova visão sobre um gênero monótono".
Carlos Aguilar, do Filmmaker Magazine, analisa que o filme Divino Amor possui "quadros visualmente sedutores com cores atraentes e iluminação etérea." E fala sobre a posição de Mascaro que tenta "desconstruir as ideias sobre a política do corpo, as igrejas favoráveis à cultura pop e o surgimento de ideologias conservadoras em sua terra natal e no exterior."
Fabien Lemercier, da Cineuropa, descreve como "Gabriel Mascaro apresenta uma mistura de duas das marcas brasileiras - fé evangélica, fervorosa, e o poder do carnal, tudo ambientado no futuro próximo de 2027 - e um vasto campo de expressão místico-político-social, que vê o cineasta colocar todo o seu talento na obra." O crítico também concretiza que Divino Amor é "um filme pop que encapsula perfeitamente o seu assunto muito ambicioso."
Tomris Laffly, do rogerebert.com, ressalta que "Mascaro interpreta o mundo do "Divino Amor" através de uma lente aquecida e febril, favorecendo as cores vibrantes e a sensualidade suave, misturando as alegrias da religiosidade e do erotismo... Considerando as profundas hipocrisias do conservadorismo que não conseguem atender às necessidades e desejos humanos básicos, Mascaro entrelaça uma tese complexa e sem julgamento em torno de Joana, antecipando sua posição ambivalente como uma mulher que submete seu espírito e corpo inteiramente a Deus." E complementa, afirmando que "este é um filme chocante, maravilhosamente representado e surpreendentemente erótico que deixa um com mais perguntas do que respostas, como qualquer bom filme que ouse abordar a vastidão da fé."
O crítico Bruno Carmelo, do portal Adoro Cinema, classificou o filme com 3.5 estrelas (a nota máxima seria 5). "Divino Amor fornece uma dúzia de cenas memoráveis como as bem dirigidas cenas dentro do culto ou o tratamento de Danilo. O elenco comprova o talento de Mascaro para o trabalho com atores. Dira Paes está excelente", elogiou a crítica. 

### Indicações de 2019
Divino amor foi indicado como um dos melhores filmes de 2019 pelo crítico inglês Jonathan Romney para a revista Sight and Sound, da Inglaterra. O jornalista Zhuo-Ning Su indicou o filme Divino Amor na lista dos Top 10 de 2019 na plataforma The Film Stage.

## Lançamento

### Participações em Festivais
Divino Amor teve sua estreia mundial em 25 de janeiro de 2019, no Festival de Sundance (EUA).
| Ano  | Festival                                                       | País             |
| ---- | -------------------------------------------------------------- | ---------------- |
| 2019 | Festival de Sundance                                           | Estados Unidos   |
| 2019 | 69º Festival de Cinema de Berlim                               | Alemanha         |
| 2019 | Festival Internacional de Cinema de Guadalajara                | México           |
| 2019 | 36º Festival de Cinema de Miami                                | Estados Unidos   |
| 2019 | CPH:DOX                                                        | Dinamarca        |
| 2019 | Festival Internacional de Cinema de Hong Kong                  | China            |
| 2019 | 26º Festival Internacional de Cinema de Praga                  | República Tcheca |
| 2019 | 21º Buenos Aires Festival Internacional de Cinema Independente | Argentina        |
| 2019 | Minneapolis–Saint Paul International Film Festival             | Estados Unidos   |
| 2019 | 38º Festival Internacional de Cinema de Istanbul               | Turquia          |
| 2019 | 22º Festival de Cinema Luso-brasileiro de Santa Maria da Feira | Portugal         |
| 2019 | Dallas International Film Festival                             | Estados Unidos   |
| 2019 | 37º Festival Cinematógrafico Internacional do Uruguai          | Uruguai          |
| 2019 | Skopje Film Festival                                           | Macedonia        |
| 2019 | Moscow International Film Festival                             | Rússia           |
| 2019 | IndieLisboa - Festival Internacional de Cinema                 | Portugal         |
| 2019 | Montclair Film Festival                                        | Estados Unidos   |
| 2019 | Sydney International Film Festival                             | Austrália        |
| 2019 | Biografilm Festival                                            | Itália           |
| 2019 | Bucharest International Film Festival                          | Romênia          |
| 2019 | Silbersalz - Science & Media Festival                          | Alemanha         |
| 2019 | Maine International Film Festival                              | Estados Unidos   |
| 2019 | Durban Intenational Film Festival                              | África do Sul    |
| 2019 | Indie Street Film Festival                                     | Estados Unidos   |
| 2019 | 19º New Horizons International Film Festival                   | Polônia          |
| 2019 | China and Portuguese-Language Countries Film Festival          | Macao            |
| 2019 | Latino Film Festival                                           | Estados Unidos   |
| 2019 | Melbourne International Film Festival                          | Austrália        |
| 2019 | 23 º Festival de Cine de Lima                                  | Peru             |
| 2019 | World Cinema Amsterdam                                         | Holanda          |
| 2019 | AFI Latin American Film Festival                               | Estados Unidos   |
| 2019 | 23rd Brazilian Film Festival of Miami                          | Estados Unidos   |
| 2019 | 32º Helsinky International Film Festival                       | Finlândia        |
| 2019 | Athens International Film Festival                             | Grécia           |
| 2019 | 11th San Francisco Latino Film Festival                        | Estados Unidos   |
| 2019 | 9º Festival Internacional de Cine en el Desierto               | México           |
| 2019 | 15th Zurich Film Festival                                      | Suíça            |
| 2019 | Vancouver International Film Festival                          | Canadá           |
| 2019 | BFI London Film Festival                                       | Inglaterra       |
| 2019 | Festival du Nouveau Cinéma de Montréal                         | Canadá           |
| 2019 | 46th Film Fest Gent                                            | Bélgica          |
| 2019 | Bogota International Film Festival                             | Colômbia         |
| 2019 | Milwaukee Film Festival                                        | Estados Unidos   |
| 2019 | 28th Philadelphia International Film Festival                  | Estados Unidos   |
| 2019 | Viennale                                                       | Áustria          |
| 2019 | Brazilian Film Festival Montreal/Toronto                       | Canadá           |
| 2019 | Denver International Film Festival                             | Estados Unidos   |
| 2019 | Wexner Center of Arts                                          | Estados Unidos   |
| 2019 | Latin Beat Film Festival                                       | Japão            |
| 2019 | Stockholm International Film Festival                          | Suécia           |
| 2019 | Exground Film Fest Wiesbaden                                   | Alemanha         |
| 2019 | Films from the South                                           | Noruega          |
| 2019 | Zagreb Film Festival                                           | Croácia          |
| 2019 | Ljubljana International Film Festival                          | Eslovênia        |
| 2019 | A State of the World Paris                                     | França           |
| 2019 | 50th Goa International Film Festival                           | Índia            |
| 2019 | Lincoln Center Brazilian Film Series                           | Estados Unidos   |
| 2019 | 41º La Habana Film Festival                                    | Cuba             |
| 2020 | 10th Tournai Ramdam Festival                                   | Bélgica          |